# Barão de Queluz (Portugal)
Barão de Queluz foi um título criado por D. Miguel I de Portugal em 25 de Abril de 1828, a favor de António Bartolomeu Pires (3 de Fevereiro de 1795–?), Cirurgião da Câmara Real.